# Gustav Speckhart

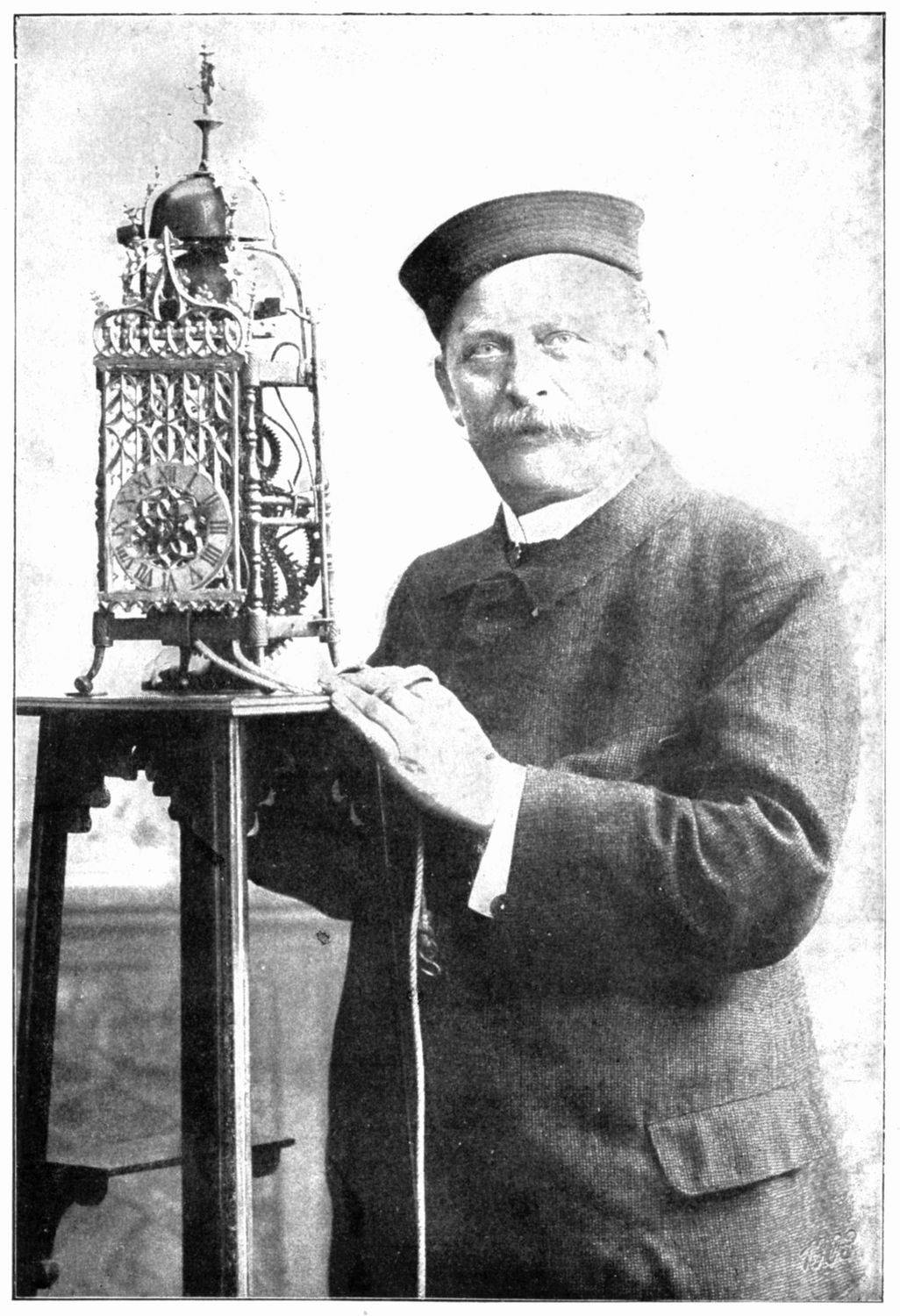
Gustav Speckhart vor der Uhr von St. Sebald; jetzt Germanisches Nationalmuseum

Gustav Speckhart (* 7. Juni 1852 in Schweinau; † 10. Juni 1919 in Allersberg) war ein deutscher Hofuhrmacher, Erfinder und Uhrensammler.

## Leben
Gustav Speckhart wurde als erster Sohn des Bäckermeisters Johann Speckhart und Anna Margarethe Wolf am 7. Juni 1852 in Schweinau bei Nürnberg geboren. Hier besuchte er auch die Volksschule.
1861 zog die ganze Familie nach Nürnberg um. Im Jahr 1866 erwarb sein Vater die Bürgerrechte in Nürnberg. Im gleichen Jahr begann Gustav, als Vierzehnjähriger, die Uhrmacherlehre bei dem Nürnberger Uhrmacher Albert Müller, die er im Jahre 1868 mit der Gesellenprüfung abschloss.
Dann folgten verschiedene Arbeitsverhältnisse bei namhaften Nürnberger Uhrmachern. 1871 ging er durch ganz Deutschland auf die Walz. 1872 kehrte er zurück nach Nürnberg und arbeitete dort als Geselle abwechselnd bei verschiedenen Uhrmachern.
Schon im Mai 1874 machte sich Gustav Speckhart als Meister selbstständig und wie er schreibt:

„ohne Meisterstück, denn mittlerweile war die Gewerbefreiheit mit ihren guten und schlechten Eigenschaften ins Land gezogen.“

1876 heiratete er Margarethe Eißler, mit der er vier Kinder hatte.
1880 erwarben seine Eltern in Mögeldorf bei Nürnberg (eingemeindet seit 1899) ein Haus.
1884 verkaufte er sein inzwischen sehr gut gehendes Uhrengeschäft, gründete die Uhrenfabrik Speckhart & Co. und begann mit einer Taschenuhrenfabrikation. Mit der Fertigung von preiswerten, sog. „Nürnberger Sackuhren“ versuchte er in Konkurrenz zu Roßkopf und anderen Marken zu treten. Seine Uhren ließen sich aber leider nicht in ausreichendem Maße absetzen. 1886 gab er die Fabrikation auf und zog nach Mögeldorf. Seit diesem Zeitpunkt befasste er sich mit dem Sammeln und Restaurieren von historischen Uhren. Gleichzeitig arbeitete er als Fachautor. 1891 richtete ihm seine Mutter eine Werkstatt in Mögeldorf ein. Diese Werkstatt erweiterte er, zusammen mit seinem Freund Heinrich Blab, der als Bildhauer bekannt war, zu einem „Atelier für kirchliche Kunst – mit und ohne mechanische Ausstattungen“.
Als Gustav Speckhart beabsichtigte, sich langsam zur Ruhe zu setzen, starb er im Alter von 67 Jahren an einem Hirnschlag in seinem gerade fertiggestellten Landhaus in Allersberg. Seine Witwe verließ das Haus in Mögeldorf und zog nach Nürnberg um.

## Leistungen
Im Jahre 1889 erhielt Speckhart ein Reichspatent (DRP Nr. 18835) für die Neuerungen an Taschenuhrgehäusen.
Um 1890 bekam er den Auftrag von dem Uhrenhändler und Sammler Carl Marfels, eine große Automatenuhr zu bauen, die sogenannte „Passions-Uhr“, welche für die Ausstellung in Chicago bestellt wurde. Diese fast 5 m hohe Uhr wurde von mehreren Künstlern und Handwerkern unter der Leitung von Gustav Speckhart in dreijähriger Bauzeit geschaffen.
Das von allen Fachleuten dieser Zeit zu Recht hochgeschätzte Werk, welches auf der Weltausstellung in Chicago 1893 so großes Aufsehen erregte, fiel am 20. Juli 1897 auf der Ausstellung in Arnheim den Flammen zum Opfer. Speckhart konnte aber im Auftrag von Arthur Junghans eine Rekonstruktion anfertigen, welche als Werbeobjekt der Firma Junghans auf der Weltausstellung in Paris 1900 zu sehen war. Heute ist diese Uhr als „Junghans’sche Kunstuhr“ im Stadtmuseum Schramberg ausgestellt.
In der Zeit von 1895 bis 1905 organisierte er, jeweils im Auftrag, mehrere Uhrenausstellungen in verschiedenen Deutschen Städten.
Um 1910 beauftragte Speckhart den Rothenburger Großuhrmacher Friedrich Holzöder mit der Herstellung eines Mechanismus für die neue Kunstuhr der Rothenburger Ratstrinkstube am Marktplatz. Dabei musste der Mechanismus der Kunstuhr an das Werk der vorhanden mechanischen Uhr aus dem 17. Jahrhundert angeschlossen werden. Die Konstruktion und Bauleitung übernahm Gustav Speckhart selbst. Spender war Carl Marfels aus Berlin. Am 12. Juni 1910 wurde die Kunstuhr feierlich der Stadt Rothenburg übergeben.

## Auszeichnungen
- 1885 Titel Bayerischer Hofuhrmacher von Alfons von Bayern
- 1885 Titel Herzoglich Sächsischer Hofuhrmacher
- 1893 Weltausstellung in Chicago; mehrere Auszeichnungen
- 1900 Weltausstellung in Paris; Medaille
- 1900 Jubiläumsmedaille in Silber am Bande des Friedrichordens von König Karl von Württemberg
- um 1909 die Würde eines Königlichen Hofuhrmachers von Alfons von Bayern

## Veröffentlichungen
- Die Uhren im Herzoglichen Museum zu Gotha. Allgemeines Journal der Uhrmacherkunst, Leipzig, 1886
- Peter Henlein, der Erfinder der Taschenuhr. Fachgeschichtliche Abhandlung. J. L. Stich, Nürnberg 1890
- War der Nürnberger Schlosser Peter Hele der Erfinder der Taschenuhren? In: Antiquitäten-Zeitung. Zentral-Organ für Sammelwesen, Versteigerungen und Altertumskunde. Band 4, Heft 1–23, 1896, S. 10, 17, 25 f., 41 f., 146, 154, 162, 170 und 178.
- Kunstvolle Taschenuhren der Sammlung Marfels. Hempel & Co GmbH, Berlin 1906
- Johann Baptist Homann’s der Römischen Kaiserlichen Majestät Geograph neulich erfundene Geographische Universal-Zeig- und Schlag-Uhr. Gefertigt anno 1705 von Zacharias Landeck, Stadtuhrmacher in Nürnberg. 1905 wieder aufgefunden und restauriert. J. L. Stich, Nürnberg 1907

Um 1902 übersetzte und überarbeitete er Claudius Sauniers Werk Histoire de la mesure du Temps von 1880. Dieses Werk erschien dann im Jahr 1903 unter dem Titel Die Geschichte der Uhrmacherkunst in drei Bändern beim Verlag Emil Hübner in Bautzen.